# Научно-исследовательский институт «Квант» (Киев)
Научно-исследовательский институт «Квант» (укр. Науково-дослідний інститут «Квант») — научно-производственное предприятие военно-промышленного комплекса Украины, которое разрабатывает и производит радиолокационные системы, системы управления огнём, комплексы оптико-электронного противодействия и иное оборудование военного назначения.
Входит в перечень предприятий, имеющих стратегическое значение для экономики и безопасности Украины.

## История

### 1949 - 1991
Особое конструкторское бюро № 483 было создано в 1949 году в составе министерства авиационной промышленности СССР и в 1957 году преобразовано в Государственное союзное конструкторское бюро (ГСКБ).
В 1966 году в связи с расширением объёма и тематики выполняемых работ ГСКБ было реорганизовано в Киевский научно-исследовательский институт радиоэлектроники.
В 1967 году КНИИРЭ завершил разработку и поставку первого корабельного цифрового радиотехнического комплекса целеуказания - РКС "Титанит" для малого ракетного корабля проекта 1234.
В 1972 году НИИ был изготовлен первый опытный образец специальной электронно-вычислительной машины "Карат" (которая устанавливалась на надводных и подводных кораблях ВМФ СССР).
В 1973 году Киевский НИИ радиоэлектроники получил новое наименование - НИИ «Квант».
В общей сложности, Государственных премий СССР и УССР были удостоены 17 разработок НИИ.

### После 1991
После провозглашения независимости Украины в результате реорганизации НИИ "Квант" были созданы несколько самостоятельных организаций:
- НИИ "Квант" (Науково-дослідний інститут "Квант")
- НИИ "Квант-Навигация" (Науково-дослідний інститут "Квант-Навігація")
- НИИ "Квант-Радиолокация" (Науково-дослідний інститут "Квант-Радіолокація")
- НИИ "Квант-Транспорт" (Науково-дослідний інститут транспортної електроніки "Квант-Транспорт")
- СКБ "Квант-биомед" (Спеціалізоване конструкторське бюро "Квант-біомед")
- НПП "Квант-Эфир" (Науково-виробниче підприємство «Квант-Ефір»)
- малое госпредприятие "Квант-Оптика" (Мале державне підприємство "Квант-Оптика")

В условиях экономического кризиса, руководство НИИ приняло решение о частичной распродаже имущества:
- часть помещений была сдана в аренду
- была продана заводская поликлиника НИИ "Квант"[4]
- также, в начале 1990-х годов несколько автобусов КаВЗ, находившиеся на балансе транспортного цеха НИИ, были переданы в аренду, а затем проданы частным предприятиям[5].

В августе 1997 года НИИ «Квант» был включён в перечень предприятий, имеющих стратегическое значение для экономики и безопасности Украины.
В апреле 1998 года в соответствии с постановлением Кабинета министров Украины НИИ "Квант" был передан в ведение министерства промышленной политики Украины, а малое государственное предприятие "Квант-Оптика" - в ведение Киевской городской администрации.
В 1999 году на выставке вооружения и военной техники "IDEX-1999" НИИ "Квант" был представлен комплекс оптико-электронного противодействия "Каштан".
В конце 1990-х — начале 2000-х годов НИИ "Квант" принимал участие в работах по программе «Блиндаж», предусматривавшей модернизацию БМП-1 вооружённых сил Украины (на модернизированные БМП-1У устанавливается оптико-телевизионный прицел ОТП-20, разработанный НИИ "Квант").
Вместе с другими предприятиями концерна "Бронетехника Украины", НИИ "Квант" принимал участие в работах по созданию танка Т-84. В 2000 году на вооружение украинской армии был официально принят танк Т-84 (в разработке компонентов для стабилизатора орудия которого принимал участие НИИ "Квант").
В 2001-2002 годы в связи с расширением правительством Украины номенклатуры поставляемой на экспорт продукции военного назначения, при содействии компании "Укрспецэкспорт" НИИ "Квант" начал поставки продукции на экспорт.
В 2002-2008 был разработан бронетранспортёр БТР-4 (в разработке оптико-телевизионного прицела для которого принимал участие НИИ "Квант").
В 2006 году НИИ "Квант" изготовил первый опытный образец модернизированного варианта комплекса оптико-электронного противодействия "Каштан" (который получил наименование "Каштан-3М" и был направлен на испытания).
Также, в 2006 году НИИ "Квант" завершил испытания системы управления огнём корабельной артиллерии собственной разработки, которая была поставлена на экспорт и в 2007 году - предложена для установки на строящийся корвет проекта 58250 для ВМС Украины.
По состоянию на начало 2008 года НИИ "Квант" имел возможность выпускать следующую продукцию:
- оптико-телевизионный прицел и систему управления огнём ОТС-20 для БМП-1[1]
- стабилизатор основного танкового вооружения "Лев"[1] для танков Т-64, Т-72 и Т-84
- источник питания универсальный ИПУ-30[1]
- электродвигатели МИК-А, МИК-1, МИК-3, ИУС-0,2, ИУС-0,12, ИУС-1,5[1]
- корабельную помехозащищённую систему управления артиллерийским оружием "Леопард-К"[1]
- корабельную систему управления артиллерийским вооружением "Стилет"[1]
- оптико-электронную систему управления огнём корабельных артиллерийских установок "Сармат"[1]
- общекорабельную трёхкоординатную радиолокационную станцию наблюдения за воздушной и надводной обстановкой "Ринг"[1]
- комплекс оптико-электронного противодействия "Каштан"
- стабилизаторы радиолокационных и оптико-электронных приборов для кораблей ВМФ[1]
- узконаправленные излучающие системы для береговых РЛС[1]
- системы разведки и целеуказания противокорабельным ракетам[1]

Кроме того, НИИ имел возможность выполнять капитальный ремонт и модернизацию зенитных самоходных установок ЗСУ-23-4 "Шилка".
После создания в декабре 2010 года государственного концерна «Укроборонпром», НИИ был включён в состав концерна.
В 2013 году за счёт выполнения контрактов по поставке электротехнического оборудования для танков «Оплот» и бронетранспортёров БТР-4 НИИ "Квант" увеличил объёмы производства в 1,3 раза (с 36,2 млн. гривен в 2012 году до 47 млн. гривен в 2013 году) и за счёт увеличения объёмов экспорта продукции сумел в 1,7 раз увеличить чистую прибыль (с 22 млн. гривен в 2012 году до 38,4 млн. гривен в 2013 году). Кроме того, в 2013 году НИИ "Квант" завершил разработку комплекса управления стрельбой корабельной артиллерией и комплекса оптико-электронного противодействия "Каштан-3М" на базе грузовика КрАЗ.
Также, в 2013-2014 гг. НИИ продолжал участие в выполнении государственной программы "Корвет" министерства обороны Украины (в рамках программы НИИ выполнял работы по созданию восьми изделий для строившегося корвета проекта 58250: многофункциональной трёхкоординатной радиолокационной станции «Phoenics-E» с фазированной антенной решёткой, корабельной оптико-радиолокационной системы управления стрельбой артиллерийских установок среднего калибра "Стилет", оптико-электронной системы управления огнём артиллерии малого и среднего калибра "Сармат-2", корабельного комплекса оптико-электронного противодействия "Faset", оптико-электронной системы привода и посадки вертолета на палубу корабля "Saga", инфракрасной системы обнаружения "Selena-X", системы электромагнитной совместимости боевого корабля "Совместимость" и автоматизированной системы боевого управления АСБУ.
20 мая 2014 года пресс-служба ГК "Укроборонпром" сообщила о том, что концерн полностью погасил задолженность НИИ "Квант" и ряда других предприятий концерна.
В октябре 2014 года пресс-служба ГК "Укроборонпром" сообщила о том, что НИИ "Квант" разрабатывает панорамный телевизионный комплекс наведения 2Р и уже изготовил первый опытный образец комплекса для испытаний.
К концу 2014 года хозяйственное положение НИИ "Квант" вновь осложнилось, к концу декабря 2014 сумма задолженности составила 4,3 млн. гривен, к началу июня 2015 года НИИ "Квант" вошёл в число крупнейших предприятий-должников города Киева (по состоянию на 1 июня 2015 года, объём задолженности составлял 8,6 млн. гривен). По состоянию на начало ноября 2015 года хозяйственное положение НИИ "Квант" оставалось сложным.